# 림프부종
림프부종(영어: lymphedema, lymphoedema, lymphatic edema)은 림프계가 손상되어 국소적으로 발생하는 부종이다. 림프계는 몸의 면역계에서 중요하게 작용하며 간질액을 혈액 내로 되돌리는 역할을 한다. 림프부종은 암 치료나 기생충 감염 시에 가장 자주 발생하는 합병증이며, 여러 가지 유전성 질환에서도 나타난다. 치료가 어렵고 계속 진행하는 질환이기는 하지만 증상을 개선시킬 수 있는 치료법들이 여럿 있다. 림프부종이 발생한 조직은 림프계가 손상되었으므로 감염의 위험이 커진다.
완치법은 없지만 여러 치료를 통해 예후를 좋게 할 수 있다. 치료법에는 압박 요법, 피부 관리, 운동, 도수 림프 배출법 등이 있으며 여러 가지 치료법을 같이 시행하여 부종을 해소할 수 있다. 이뇨제 사용은 유용하지 않다고 알려져 있다.